# Zgromadzenie Ogólne Arkansas
Zgromadzenie Ogólne Arkansas (Arkansas General Assembly) - parlament amerykańskiego stanu Arkansas. Ma charakter bikameralny i składa się z Izby Reprezentantów oraz Senatu. Regularne sesje Zgromadzenia odbywają się co dwa lata i trwają 60 dni, począwszy od drugiego poniedziałku stycznia, przy czym istnieje możliwość przedłużenia tego czasu decyzją samego Zgromadzenia. Dodatkowo w latach, gdy nie ma sesji regularnych, odbywają się trwające ok. miesiąca tzw. sesje fiskalne, poświęcone wyłącznie kwestiom budżetowym. Ze względu na tak relatywnie niewielką liczbę dni obrad, większość parlamentarzystów równolegle pracuje zawodowo, często w pełnym wymiarze godzin.
Członkowie obu izb wybierani są na czteroletnie kadencje w jednomandatowych okręgach wyborczych, z zastosowaniem ordynacji większościowej. W skład Izby wchodzi 100 deputowanych, natomiast Senat liczy 35 członków. Miejscem posiedzeń obu izb jest Kapitol Stanowy Arkansas w Little Rock.